# Agomadaranus sticticus sticticus
Agomadaranus sticticus sticticus es una subespecie de coleóptero de la familia Attelabidae.

## Distribución geográfica
Habita en China.